# إميليانو أرمينتيروس
إميليانو دانييل أرمينتيروس (مواليد 18 يناير 1986 في مونتي غراندي - الأرجنتين) لاعب كرة قدم أرجنتيني يلعب حاليا لصالح نادي الدرجة الأولى خيريث الإسباني منذ 2009 في مركز الجناح الأيسر كما يجيد اللعب في مركز الوسط المهاجم . .

## روابط خارجية
- إميليانو أرمينتيروس على موقع الاتحاد الدولي (مؤرشف)  (الإنجليزية)
- إميليانو أرمينتيروس على موقع قاعدة بيانات كرة القدم.إي يو (الإنجليزية)
- إميليانو أرمينتيروس على موقع Soccerway.com (الإنجليزية)
- إميليانو أرمينتيروس على موقع كووورة
- إميليانو أرمينتيروس على موقع AS.com (الإسبانية)